# Christuskirche (Salzburg)

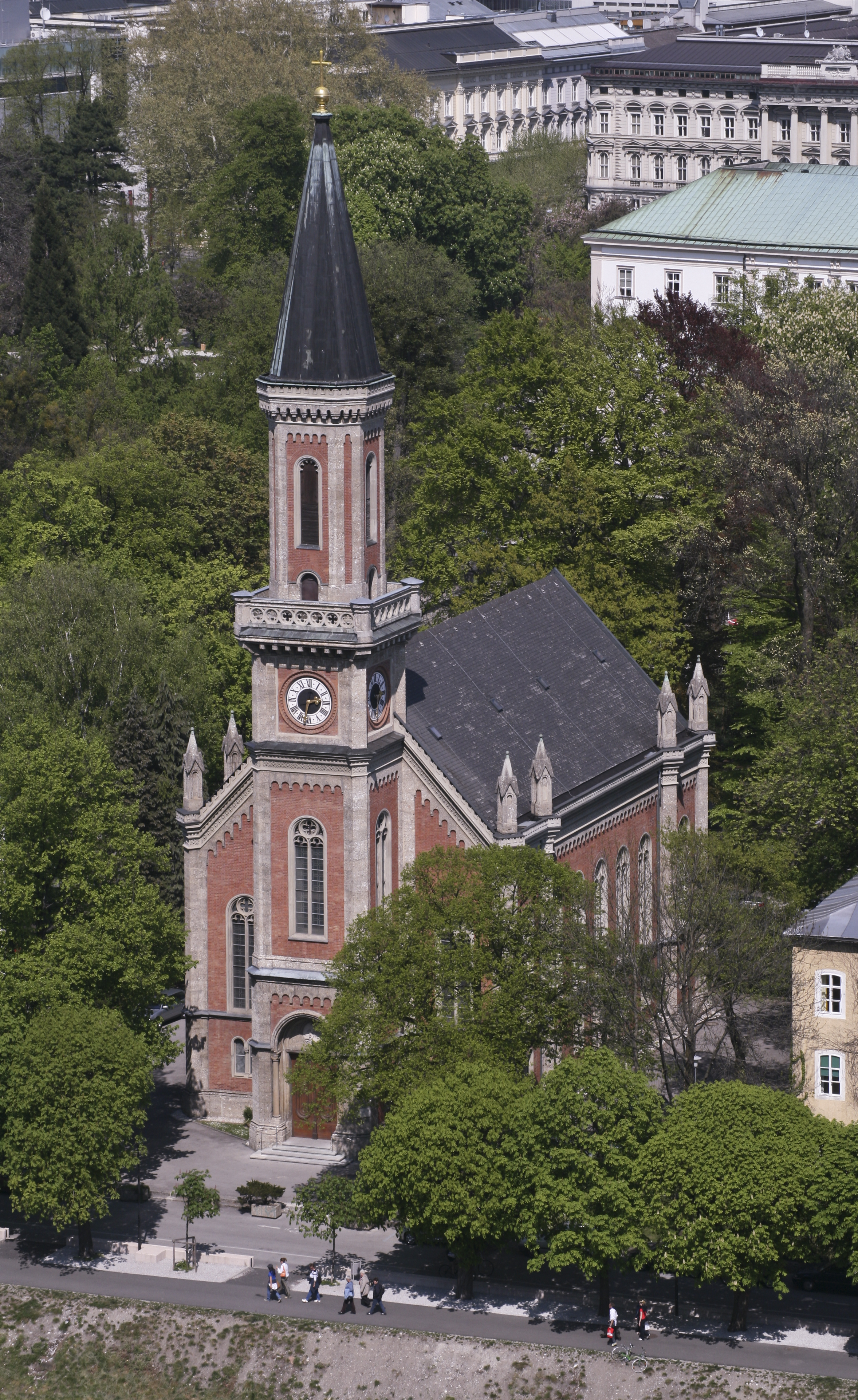
Christuskirche (2007)

Die evangelische Pfarrkirche A.B.,  Christuskirche in der Stadt Salzburg befindet sich in der rechten Altstadt. Der historistische Bau aus dem 19. Jahrhundert, der im Wesentlichen bis heute unverändert geblieben ist, steht unter Denkmalschutz (Listeneintrag) und gehört zu dem als UNESCO-Welterbe ausgezeichneten Historischen Zentrum der Stadt Salzburg. Die Gemeinde der Christuskirche war die erste evangelische Pfarrgemeindegründung im Land Salzburg nach Rückkehr der im 18. Jahrhundert vertriebenen evangelischen Glaubensangehörigen.
Die Christuskirche war bis 2005 die Hauptkirche der Evangelischen Superintendentur A. B. Salzburg und Tirol. Seit deren Umzug 2005 nach Innsbruck ist sie die zweite Hauptkirche der Diözese. 

## Geschichte
Nachdem im 17. und 18. Jahrhundert die weit über 20.000 evangelischen Glaubensangehörigen aus Salzburg vertrieben und in Preußen sowie anderen Ländern aufgenommen worden waren (Salzburger Exulanten), gründete sich nach Änderung der Lage schon um 1850 wieder eine evangelische Gemeinde mit etwa 400 Mitgliedern. Sie war die erste evangelische Gemeinde in Stadt und Land Salzburg und bestand vorwiegend aus eingewanderten Kaufleuten aus den damaligen Königreichen Württemberg und Bayern sowie aus Militärangehörigen. In Österreich war erst ab 1861 mit dem Protestantenpatent von Kaiser Franz Joseph I. eine Gleichstellung der evangelischen mit den katholischen Kirchengemeinden bewirkt worden, sodass auch der Bau von evangelischen Kirchengebäuden mit Türmen und Fenstern möglich wurde. Die Salzburger Gemeinde erwog daher die Errichtung eines solchen Gotteshauses.

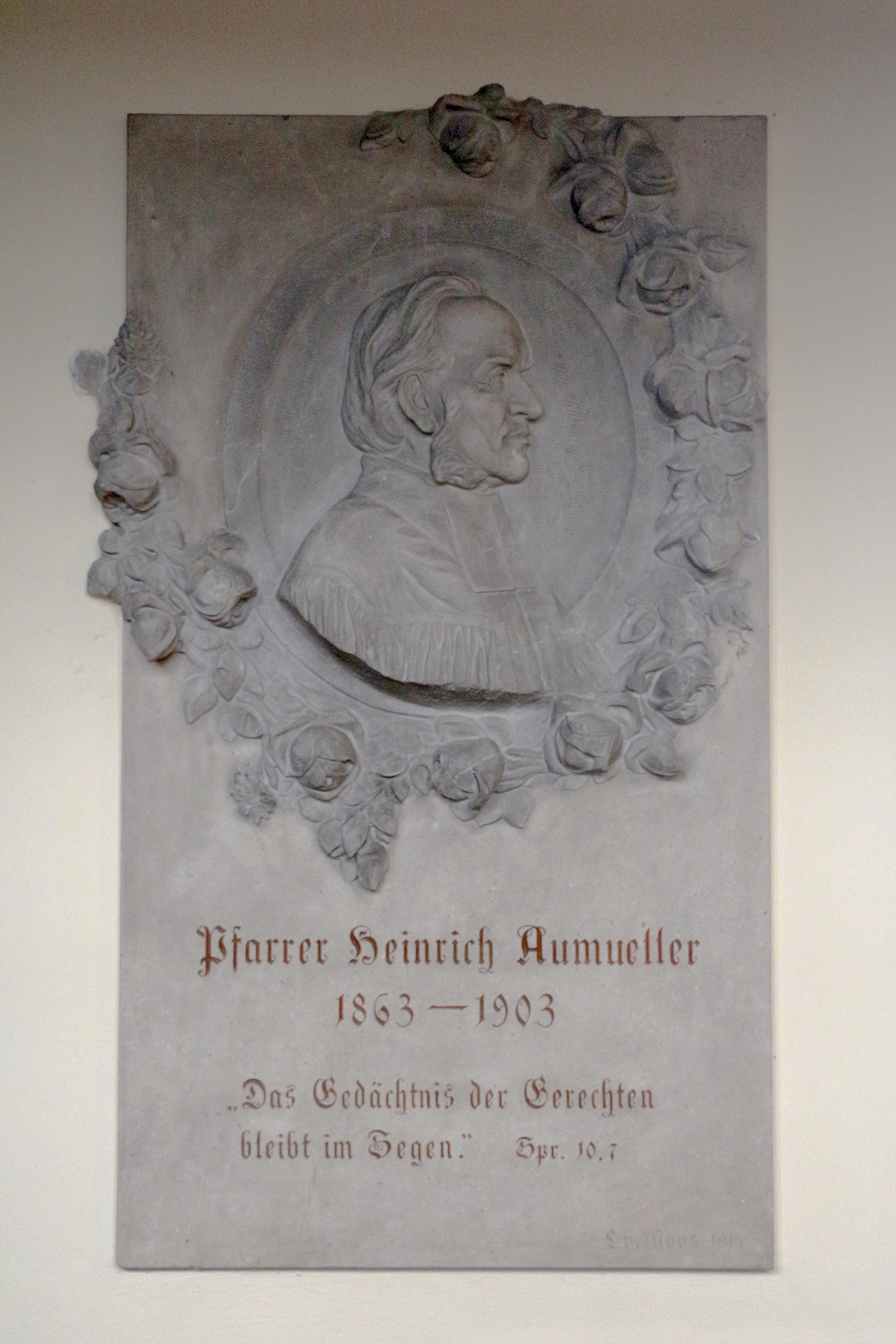
Heinrich Aumüller, erster Pfarrer der Gemeinde

Zustande gekommen ist der Bau der Christuskirche durch die Bereitstellung der finanziellen Mittel seitens führender Persönlichkeiten aus mehreren Teilen Deutschlands, unter anderem von König Wilhelm I. von Preußen und König Georg V von Hannover. Der Weimarer Historienmaler Friedrich Martersteig trug – angeregt vom ersten Pfarrer der Salzburger Gemeinde, dem aus Coburg stammenden Heinrich Aumüller – mit dem Erlös aus einer für diesen Zweck organisierten Kunstlotterie zum Kirchenbau bei. Die Grundsteinlegung erfolgte 1863 und eingeweiht wurde die Christuskirche am 8. September 1867. Am Bau der Kirche waren auch dänische Kriegsgefangene beteiligt.
Am 8. Februar 1887 wurde der Salzburger Lyriker Georg Trakl in dieser Kirche getauft. Bald nach der Einweihung wurde der Kirche eine Schule angeschlossen, die bis 1938 bestand. Pfarrer Gerhard Florey wie auch die drei Presbyter Robert Lippert, Herbert Michael und Dagobert Weber waren Mitglieder der NSDAP sowie Anhänger der Theologie der NS-nahen „Deutschen Christen“ und unterstützten 1938 den Anschluss Österreichs.
Im Jahr 1988 feierte Papst Johannes Paul II. bei seinem Österreich-Besuch mit dem damaligen Bischof der österreichischen Evangelischen Kirche A. B. in der Christuskirche einen ökumenischen Gottesdienst.
Die heutige Evangelische Pfarrgemeinde A. u. H. B. Salzburg Christuskirche ist mit mehr als 4400 Gemeindemitgliedern nach Abspaltung mehrerer eigenständiger Gemeinden zuletzt in den 1990er Jahren noch immer die größte evangelische Gemeinde in Westösterreich.

## Baubeschreibung und Ausstattung

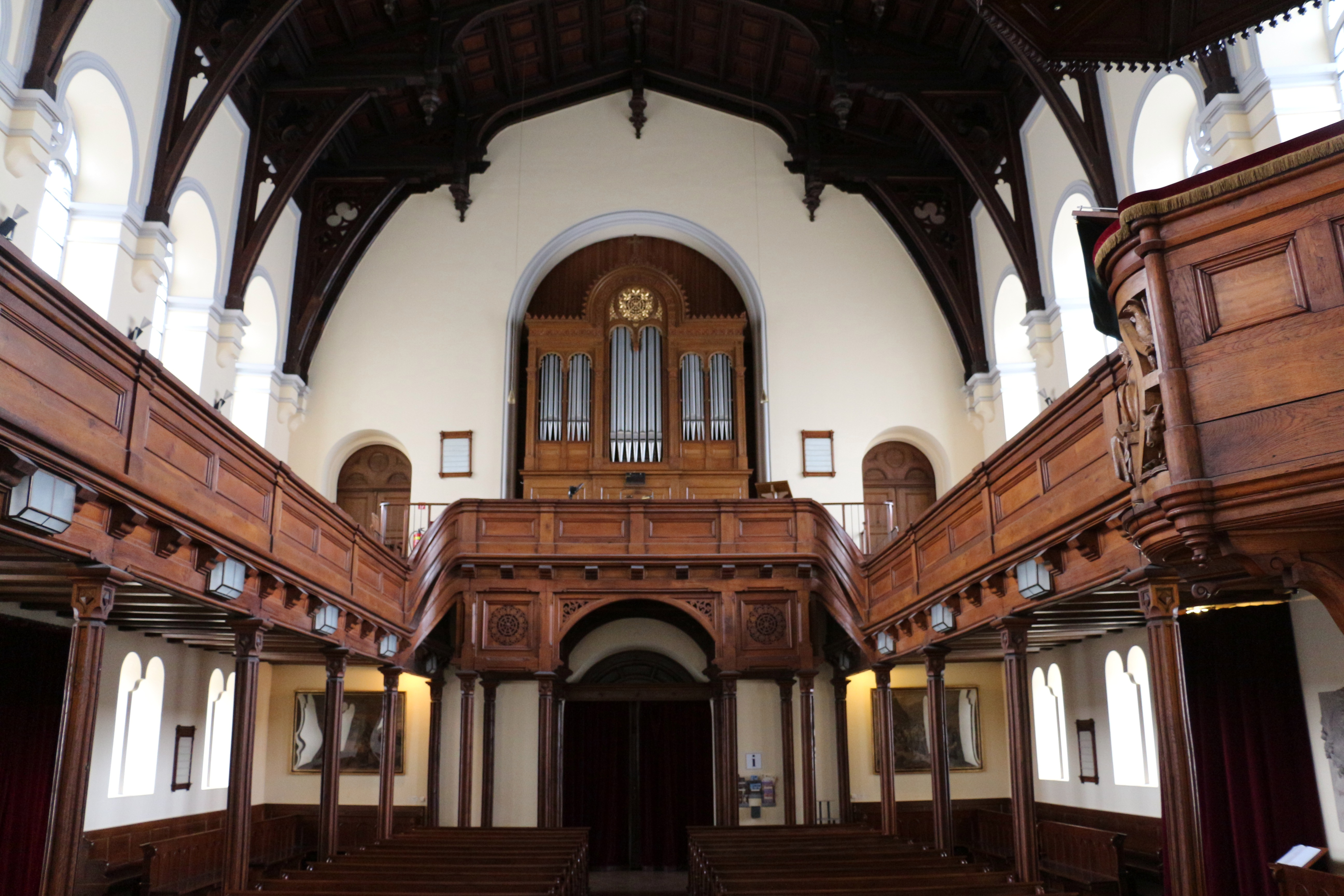
Innenraum, Blick vom Altar

Im Wesentlichen sind der Bau und die Einrichtung original erhalten, die ursprüngliche Innenbemalung ist verloren gegangen. Insgesamt folgt die Baukonzeption in vorbildlicher Weise den Vorgaben des Eisenacher Regulativs, mit dem der Kirchenbau in Deutschland vereinheitlicht werden sollte. Der freistehende historistische Backsteinbau, umrahmt von Kunststein und Konglomerat vom Untersberg, verbindet neugotische und neuromanische Elemente. Er wurde nach den Plänen des Architekten Jacob Götz erbaut. Die Hauptportalseite mit mittig vorgesetztem, reich gegliedertem Fassadenturm steht zum Elisabethkai und damit offen zur Salzach. Über dem Turmuhrgeschoß verläuft ein Balkon, darüber ein achteckiges Glockengeschoß mit achteckigem spitzem Zeltdach.

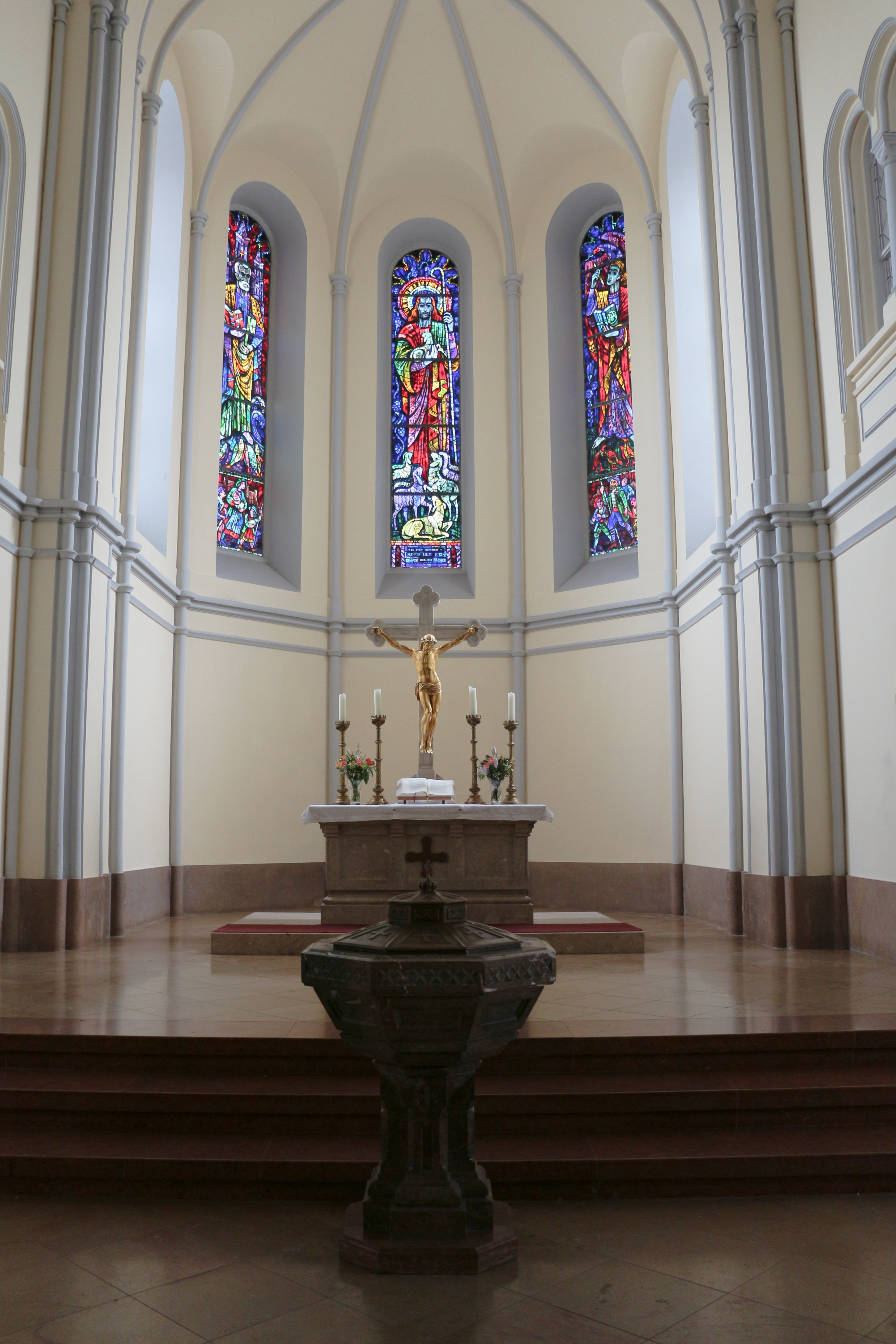
Altarraum

Das schlicht gehaltene Langhaus besitzt als offenen Dachstuhl eine Hammerbalkendecke im Stil der englischen Gotik. Es hat an drei Seiten eine umlaufende Holzempore und eine Kanzel aus der Bauzeit. Der eingezogene gotisiert kreuzgratgewölbte Altarraum liegt zwischen zwei Sakristeien und hat eine abgesetzte polygonale Apsis.
Die im Zweiten Weltkrieg zerstörten Apsisfenster wurden von Albert Birkle neu geschaffen und 1950 ersetzt. Das mittlere zeigt Christus als Guten Hirten, das linke Petrus vor dem himmlischen Jerusalem und das rechte Johannes Evangelist. Zwei, seitlich abgesetzte, kleine Fensterbereiche erinnern an die Vertreibung der Salzburger Evangelischen.
Auf zwei Leinwandbildern von Friedrich Martersteig (1868) werden der Treueschwur der Salzburger Exulanten von 1731 sowie der Auszug der Protestanten aus Salzburg dargestellt. Zudem existiert ein weiteres Bild von Martersteig in Erinnerung an die Einweihung der Kirche, auf dem auch er selbst abgebildet ist.
Der an die Kirche anschließende Evangelische Pfarrhof und ein ehemaliges Schulgebäude in der Schwarzstraße mit romanisierter Fassade wurden ebenfalls nach den Plänen von Jacob Götz von 1868 bis 1869 erbaut. Der Pfarrhof steht ebenfalls unter Denkmalschutz.

### Orgel

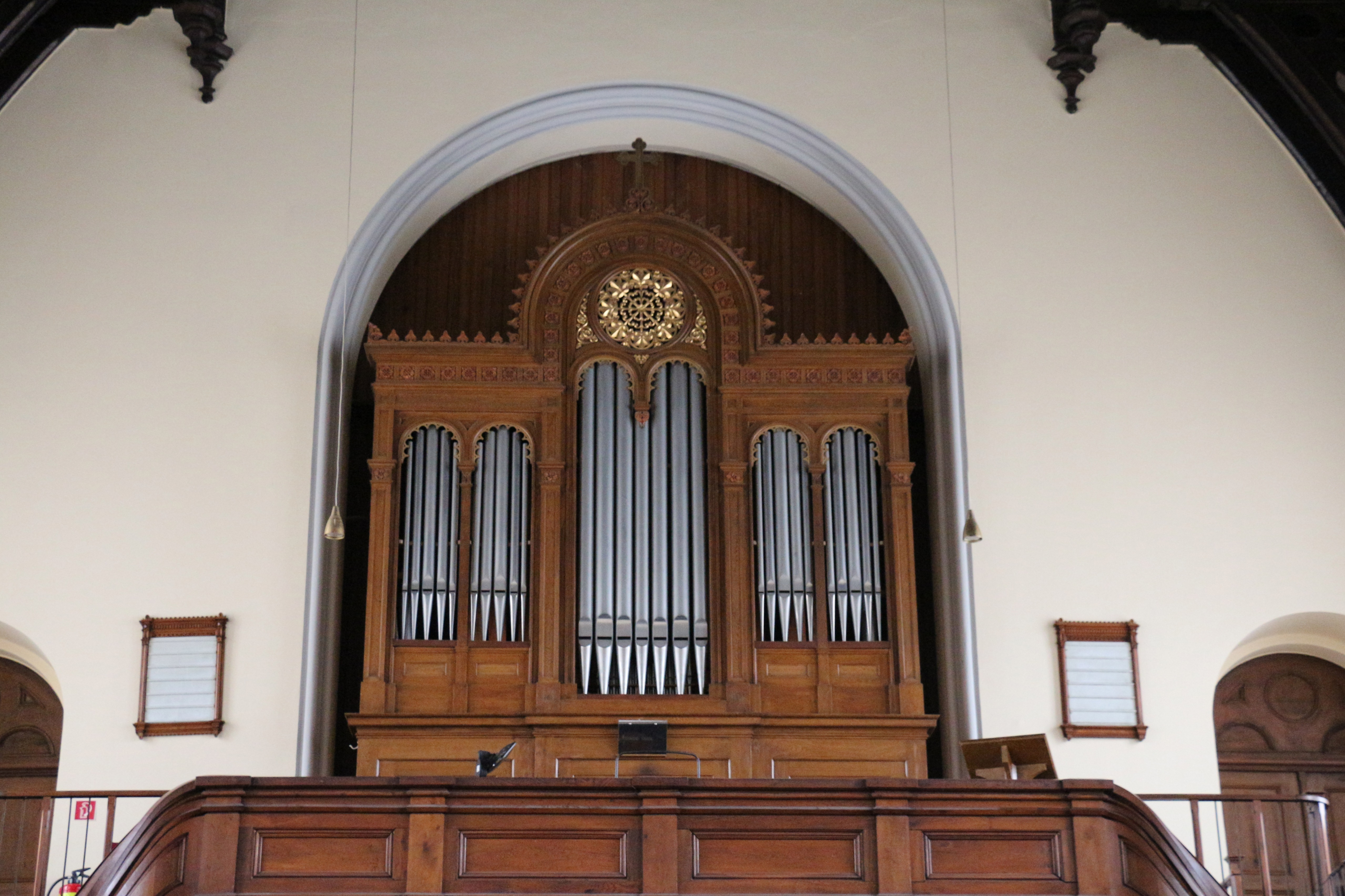
Orgelprospekt

Entgegen den Salzburger Gepflogenheiten in der zweiten Hälfte des 19. Jahrhunderts wurde für den Bau der damals neuen Orgel ein „auswärtiger“ Orgelbauer gewonnen: Georg Friedrich Steinmeyer aus Oettingen in Bayern. Er errichtete 1868 als Opus 66 eine Orgel mit 15 Registern, die in Salzburg als erstes Instrument eine Kegellade aufwies.
Theodor Mann spielte am 21. August 1884 die Orgel und meinte in seiner Reisebeschreibung, die im Jahr darauf veröffentlicht wurde, dass die Orgel eine der besten gewesen wäre, die er gesehen habe. Er überlieferte die Disposition, lobte die schöne Intonation, dann die weiche und geräuschlose Spielart und die dichten Bälge.

#### Disposition 1868
| I Hauptmanual C– |       |
| Principal        | 8′    |
| Gamba            | 8′    |
| Tibia            | 8′    |
| Octave           | 4′    |
| Flöte            | 4′    |
| Octave           | 2′    |
| Mixtur IV        | 2 ⁄3′ |

| II Obermanual C– |    |
| Geigenprincipal  | 8′ |
| Lieblich Gedackt | 8′ |
| Dolce            | 8′ |
| Fugara           | 4′ |

| Pedal C– |     |
| Subbass  | 16′ |
| Violon   | 16′ |
| Octav    | 8′  |
| Cello    | 8′  |

- Koppeln: II/I, I/P

Ende der 1970er Jahre entschloss sich die Kirchenleitung, die Orgel durch Herbert Gollini umbauen zu lassen. Er entfernte den Spieltisch zugunsten eines Spielschranks, baute Schleifladen ein und änderte die Disposition unter Erweiterung auf 27 Register.
Da der Umbau von sehr schlechter Qualität war, häuften sich die technischen Mängel, sodass schließlich der Entschluss zugunsten eines Orgelneubaus fiel, den derzeit die Firma Lenter aus Großsachsenheim ausführt, und der 2025 abgeschlossen werden soll. Dabei werden auch erhaltene historische Register aus der Steinmeyer-Orgel wiederverwendet.

### Glocken
Der schlanke Kirchturm beherbergt 4 Glocken aus der Glockengießerei Oberascher in Salzburg. Sie erklingen in den Tönen: f´, a´, c´´, d´´. Bis auf die Glocke "Glaube" (Glocke 2), welche 1865 gegossen wurde, sind alle anderen Glocken aus dem Jahr 1964.

## Bildergalerie

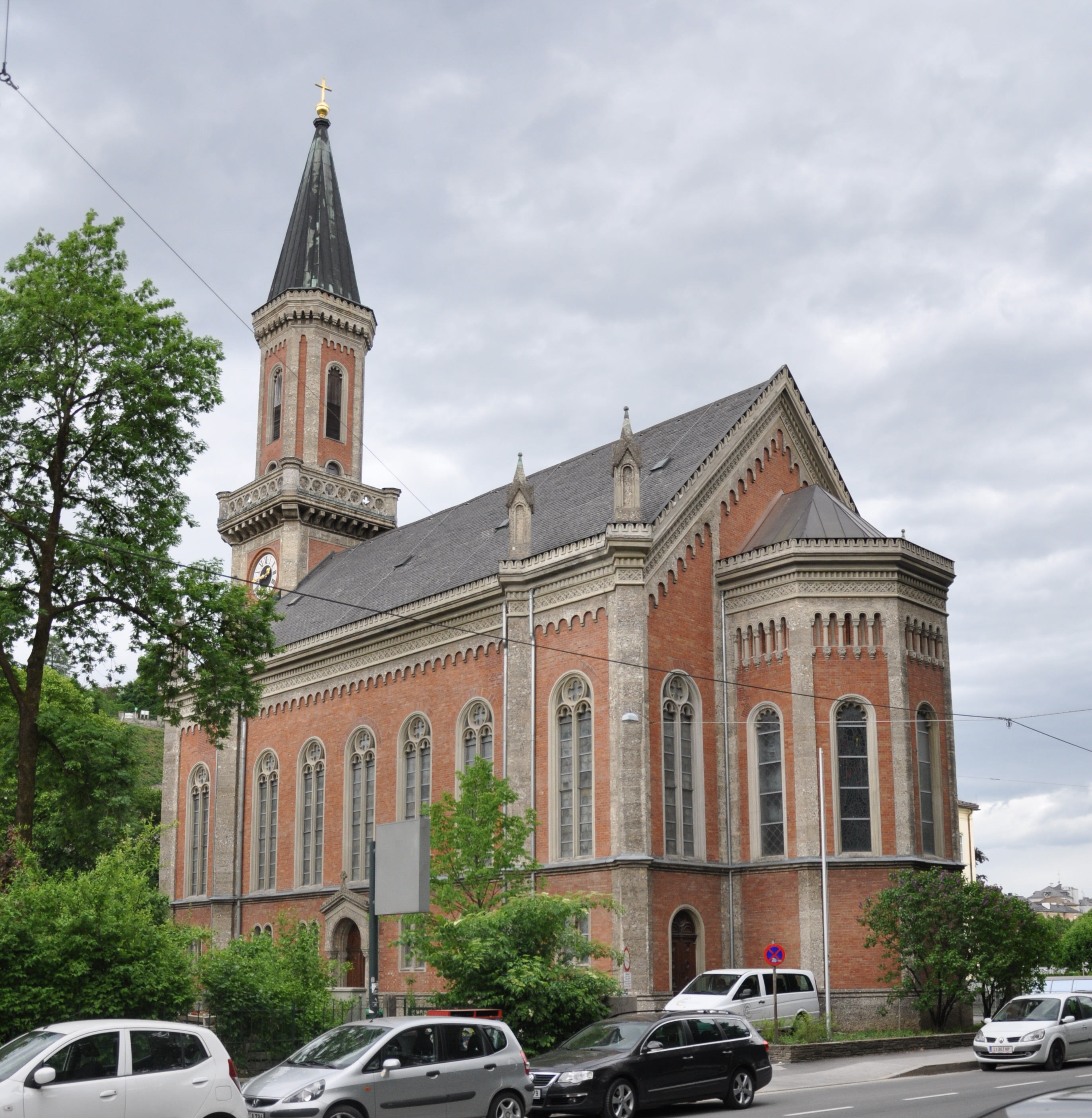
Ansicht von der Schwarzstraße
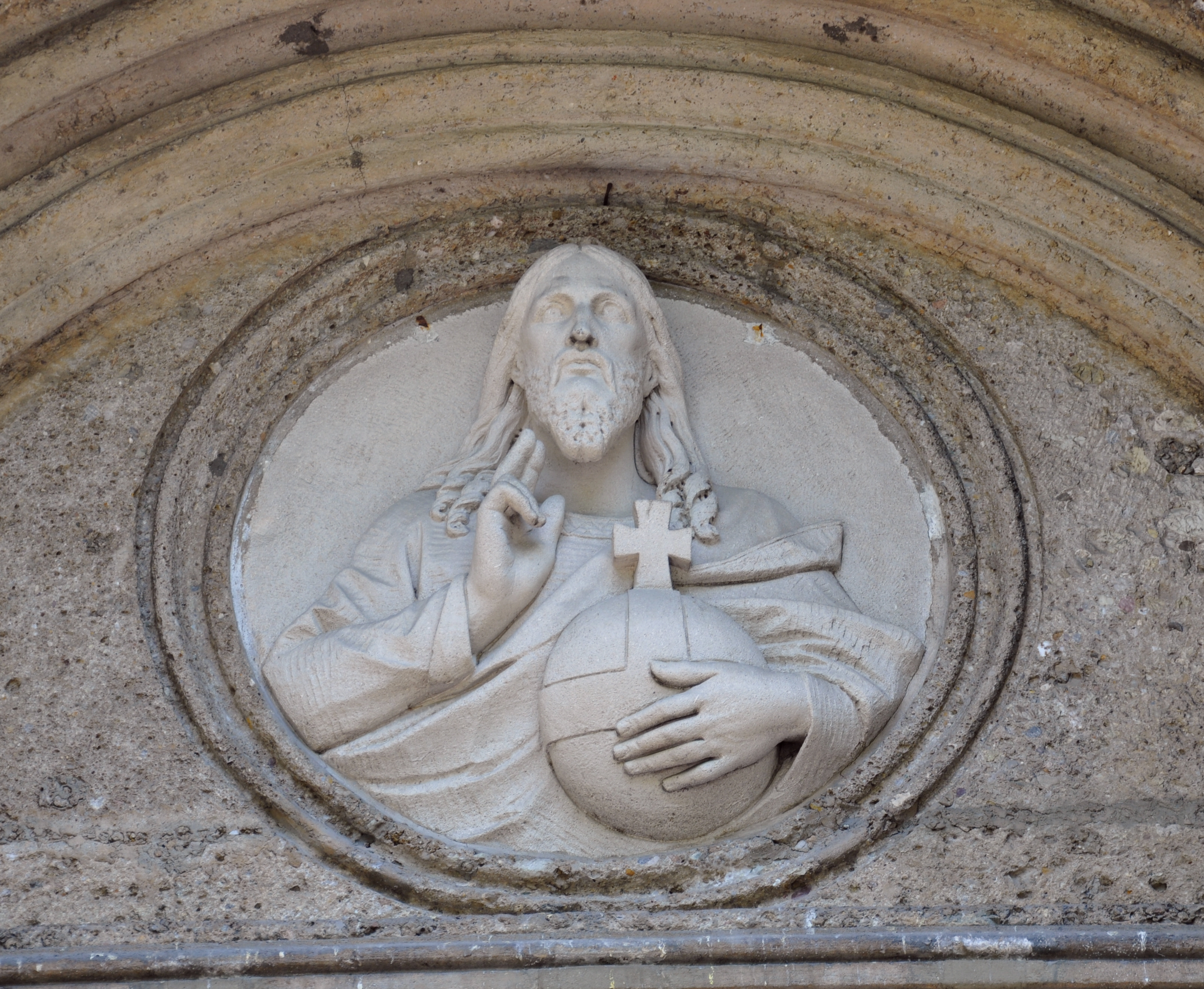
Relief über dem Haupteingang
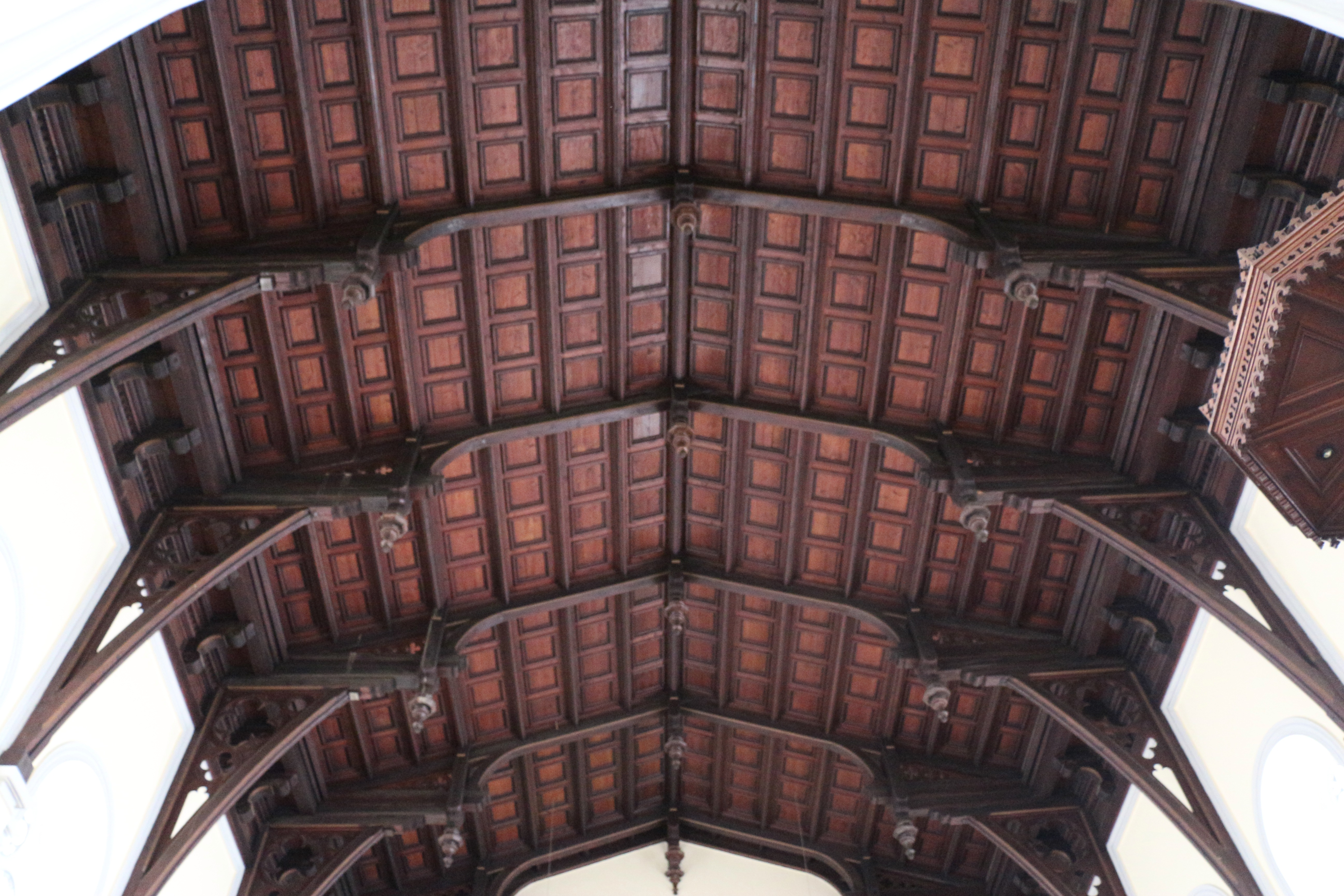
Holzdecke
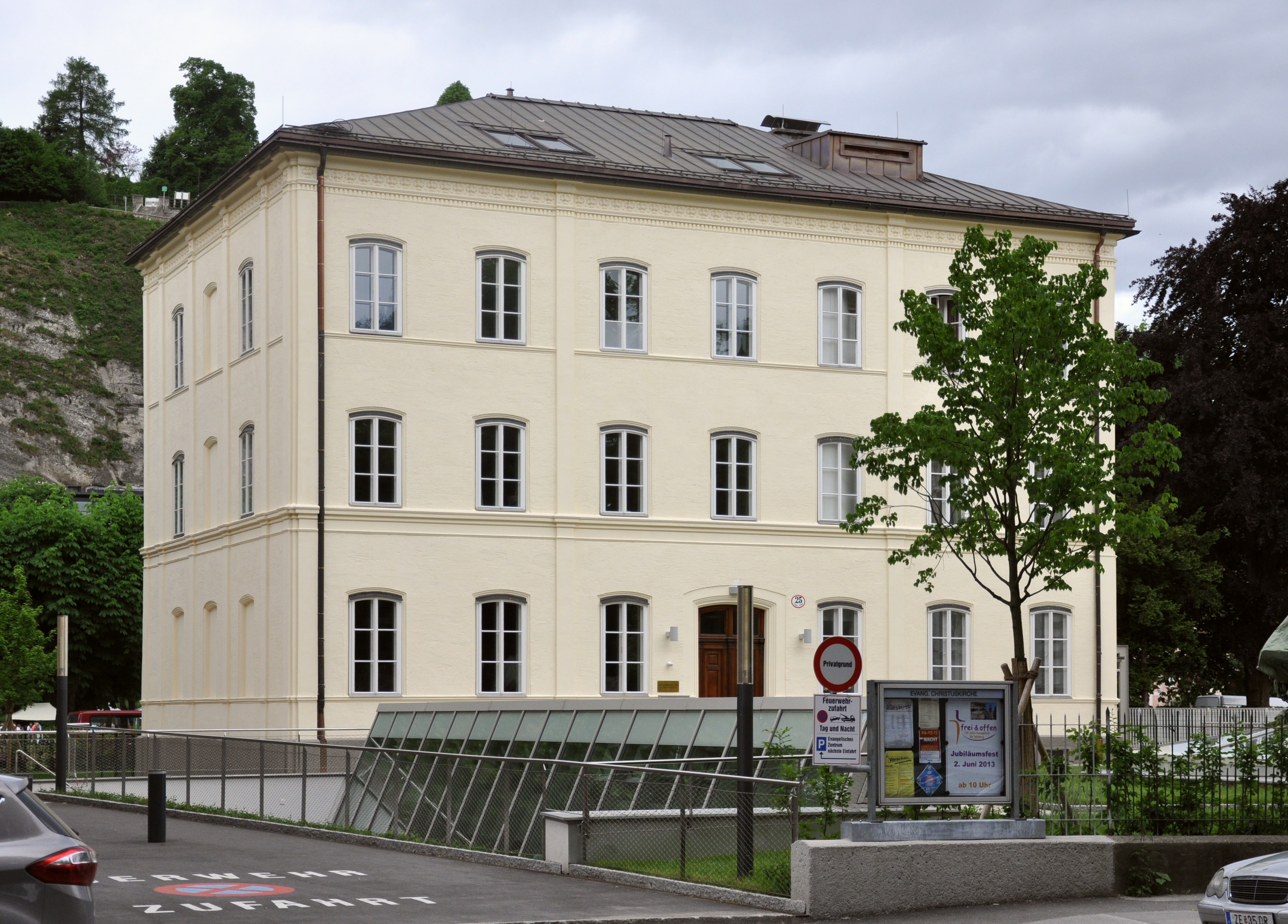
Pfarrhof
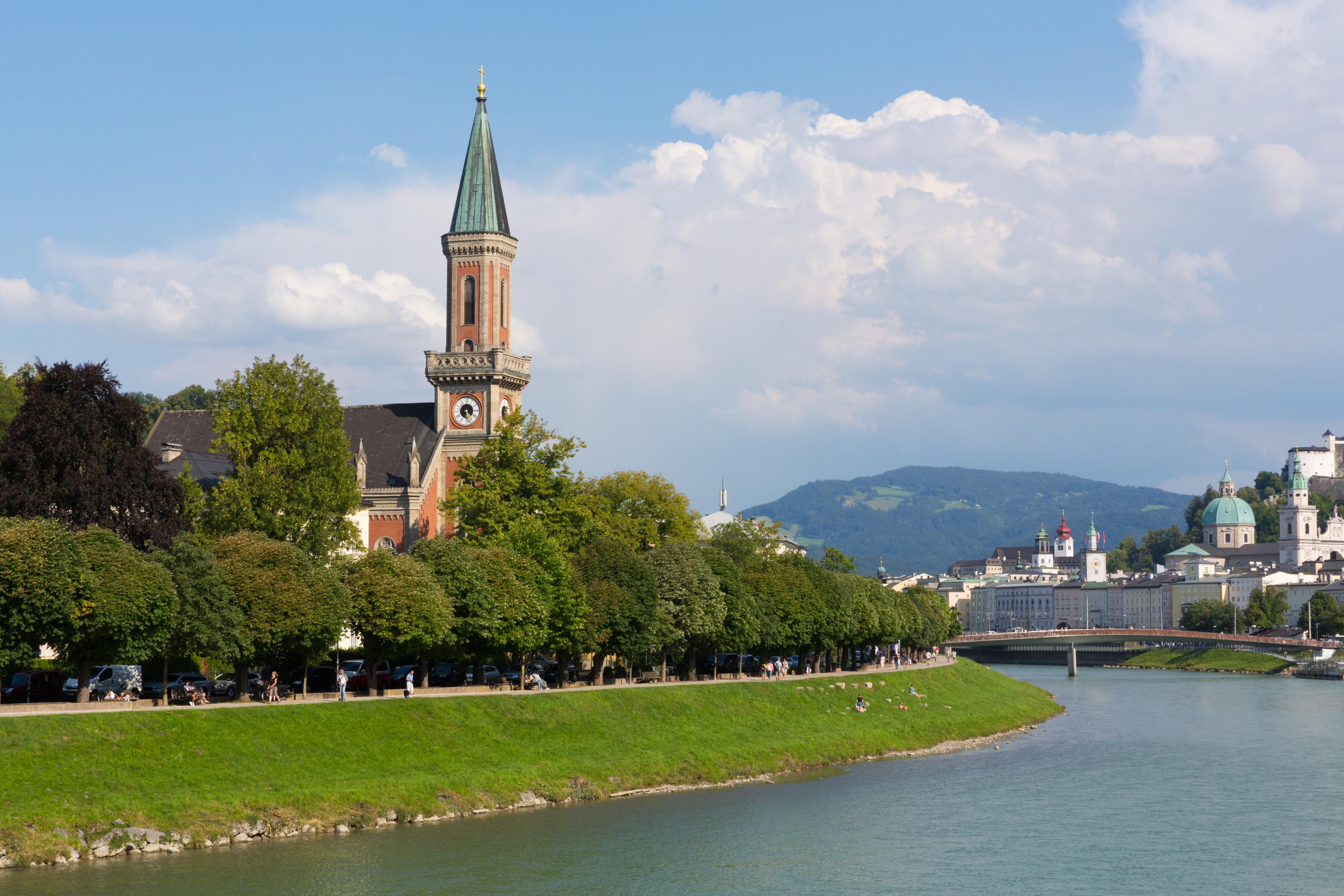
Ansicht vom Müllnersteg.